# Tommy Atkins

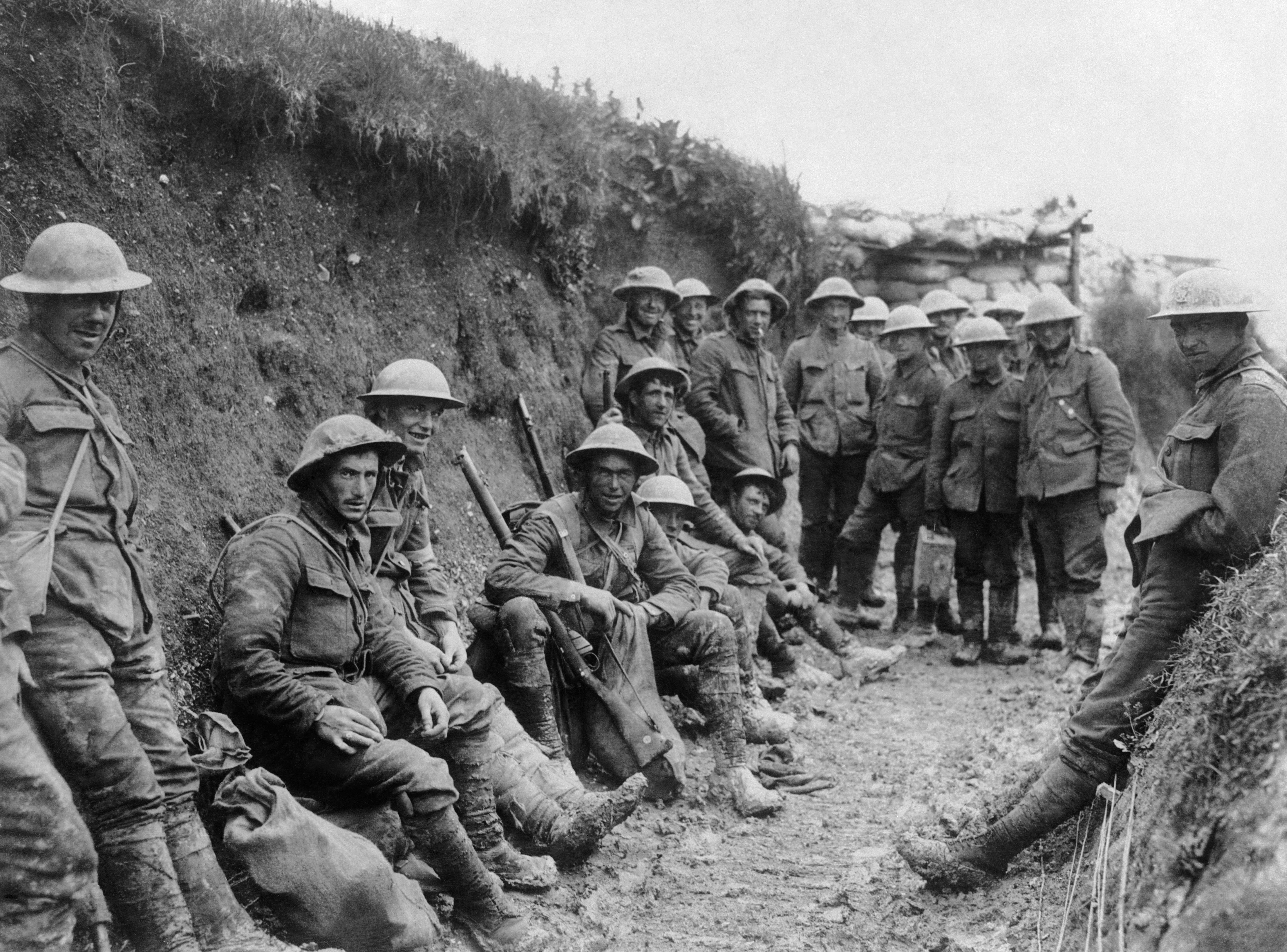
"Tommies" dei Royal Irish Rifles nelle trincee della Battaglia della Somme durante la Prima Guerra Mondiale.

Tommy Atkins (spesso solo Tommy) è un termine informale per definire un soldato semplice nell'esercito britannico. È stato utilizzato per tutto il corso del XIX secolo, ma è particolarmente associato alla prima guerra mondiale. I soldati tedeschi chiamavano un ipotetico "Tommy" attraverso la terra di nessuno se volevano parlare con un soldato britannico. Differentemente le truppe francesi e del Commonwealth li chiamavano "Tommies". In tempi più recenti l'uso del termine Tommy Atkins è andato decadendo, anche se il nome "Tom" è ancora popolare, soprattutto per quanto riguarda i paracadutisti britannici.

## Storia
Tommy Atkins o Thomas Atkins è stato usato come nome generico per identificare il soldato britannico per molti anni. L'origine del termine è oggetto di dibattito, ma è noto che un suo primo utilizzo risalga già al 1743. In una lettera inviata dalla Giamaica circa un ammutinamento fra le truppe recita: "ad eccezione di quelli provenienti dal Nord America voi Marines e Tommy Atkins vi siete comportati splendidamente".
Una credenza comune è che il nome sia stato scelto dal duca di Wellington dopo essere stato ispirato dal coraggio di un soldato nella battaglia di Boxtel nel 1794 durante la Campagna delle Fiandre. Dopo una feroce combattimento, il Duca, al comando del 33 ° Reggimento Appiedato, avvistò gli uomini che si erano battuti meglio nel reggimento tra cui il soldato semplice Thomas Atkins il quale terribilmente ferito in punto di morte disse: "È tutto a posto, signore. È una classica giornata di lavoro" e morì poco dopo. Secondo l'Imperial War Museum, questa teoria ha Wellington come creatore del termine nel 1843.
Secondo J. H. Leslie, il quale scrive nella sua "Notes and Queries" del 1912, "Tommy Atkins" è stato scelto come nome generico da parte del Ministero della Guerra nel 1815 per ogni modulo campione per la fanteria nel "Soldiers Account Book", i quali moduli erano firmati con un segno. Il modulo di cavalleria aveva il trombettista William Jones e il sergente John Thomas come nomi campioni, anche se non hanno usato un segno come firma. Leslie osserva lo stesso nome nel "Kings Regulations" del 1837 e successive edizioni, alle pagine 204 e 210. Leslie commenta che questo smentisce l'aneddoto circa il Duca di Wellington il quale avrebbe selezionando il nome nel 1843.
Richard Holmes, nel prologo del suo libro del 2005, "Tommy", dichiara:
L'Oxford English Dictionary afferma l'origine del termine come "derivanto dall'uso casuale di questo nome come campione per i moduli di arruolamento come indicato nelle normative ufficiali dal 1815 in poi"; la citazione fa riferimento alla raccolta degli ordini e regolamenti, ecc, pp 75–87, pubblicato dal Ministero della Guerra 31 agosto 1815. Il nome viene utilizzato per reclute della cavalleria e fanteria. Altri nomi campione usati comprendevano William Jones e John Thomas. Thomas Atkins ha continuato ad essere utilizzato nel "Soldier's Account Book", fino al XX secolo.
Si dice anche che "Tommy Atkins" era il nome campione su moduli di arruolamento durante la prima guerra mondiale, e che gli adolescenti minorenni spesso firmavano come "Tommy Atkins".

## L'ultimo Tommy
Il 25 luglio 2009, morì l'ultimo "Tommy" dalla prima guerra mondiale, Harry Patch (a 111 anni d'età, l'uomo più vecchio nel Regno Unito e anche in Europa), ha lasciato Claude Choules come l'ultimo fante in vita delle forze britanniche della grande guerra.